# 瑛凛
瑛凛（えり、1993年7月23日 - ）は、日本の元女子プロレスラー。東京都足立区出身。

## 所属
- 団体
  - スターダム（2011年 - 2013年）
  - フリーランス（2014年）
  - JWP女子プロレス（2014年 - 2016年）

- ユニット
  - ナナエ軍団（2012年 - 2013年）
  - WANTED14（2014年 -2016年）

## 来歴
父親に連れられて女子プロレス観戦したのを機にプロレスラーを目指す。
高校在学中の2010年、憧れの存在だった風香に弟子入り（夢に次ぐ二番弟子、須佐から1週間後に世IV虎が弟子入り）。10月31日の「ゆずポン祭」にて「須佐えり」のリングネームで美闘陽子とのエキシビションでリングデビュー。
しかし、その後行われたプロテストでなかなか通らず、一人残された12月24日の3度目のテストでついに合格。
2011年
1月23日、新木場1stRINGで開催された「スターダム旗揚げ戦 〜Birth of nova 新星誕生!〜」でデビュー。長野美香と対戦するも、3分55秒飛びつき式腕ひしぎ逆十字固め敗戦。
2月12日、旗揚げシリーズ開幕戦で愛川ゆず季と対戦。フィッシャーマンズ・スープレックス・ホールドで敗戦。この試合は愛川にとって初めてとなる後輩との対戦であった。
3月27日、「パッション注入シリーズ第3戦」として高橋奈苗と対戦。冷蔵庫爆弾を落とされ片エビ固めで敗戦。
高橋戦後、「いろんな選手と戦って経験を積みたい」とコメントし、それがきっかけとなり、4月10日の旗揚げシリーズ最終戦より「須佐えりChallenge to enemy」と題した外敵との対戦シリーズが始まる。第1戦はセンダイガールズのDASH・チサコで、ホルモン・スプラッシュを受け片エビ固めに屈する。
4月24日の新木場大会、第2戦はおなじくセンダイガールズの悲恋と対戦。アンクルホールドを決められタップアウト。
4月30日の新木場大会、第3戦は続けてセンダイガールズの水波綾と対戦。ダイビング・ギロチンドロップを受けて片エビ固めで敗戦。
5月8日の新木場大会、第4戦は中川ともかと対戦。もっともキャリアのある先輩との対戦に須佐は「最強の相手」と意気込むが、フィッシャーマンズ・スープレックス・ホールドで敗戦。
5月29日の新木場大会、第5戦は松本浩代と対戦。東海道落としを受け片エビ固めで敗戦。
6月12日の新木場大会、世IV虎と対戦。ネックハンギングボムを受けエビ固めで敗戦。
6月26日の新木場大会で岩谷麻優との「未勝利戦」を闘い、スイング式スモールパッケージホールドで初勝利。
2012年
高校卒業を期に、3月20日の後楽園ホール大会からコスチュームをフィンガーグローブを装着した格闘スタイルに一新し、安川惡斗と対戦するが、フロントネックロックでレフェリーストップにより敗戦。
8月20日、初の他団体としてアイスリボン主催「Teens7」に参戦。メインで勝愛実（JWP）と組み、みなみ飛香&岩谷麻優と対戦し、飛香をロシアンフックで仕留め勝利。
2013年
7月14日アイスリボン・新宿FACE大会、高橋奈苗と組んで世羅りさ＆山口ルツコ組と対戦。高橋奈苗の冷蔵庫爆弾で勝利。
6月～8月にJWPで開催された「JWP認定ジュニア＆POP王座次期挑戦者決定リーグ戦」にスターダム代表として参戦。3勝1分で優勝。
8月17日後楽園ホール大会、岩谷麻優と組んで高橋奈苗＆脇澤美穂と対戦。脇澤美穂のバックスライド・フロム・ベノムで岩谷がピンフォールを奪われ敗戦。
8月18日のJWP後楽園ホール大会で勝愛実の持つJWP認定ジュニア＆POP王座に挑戦。イナズマ・バスター（仮）を受けエビ固めで敗戦。
以後ケガの状態が悪いため長期欠場となり、話し合いにより12月1日にスターダムを退団した。
2014年
2月22日、乱丸自主興行のバトルロイヤルに参加し優勝。左肘はドクターストップが続いているためこの時点で本格復帰は未定。
8月30日、REINA後楽園大会においてかつて奈苗軍団で共闘した加藤悠のセコンド。REINA追放が懸けられた査定試合でソフト今井の悪徳レフェリングを見るに見かねて介入し勝利を援護した。
9月7日、JWPに一年ぶりの参戦で本格復帰。新人の林結愛とシングルで対戦し、ハーフハッチで勝利。
9月30日のREINAにも参戦する。当面はフリーランスとして活動するが、団体への所属を希望している。。
11月12日、JWP女子プロレスに入団決定。入団と同時にリングネームを改名し瑛凛(えり)となる。
2015年4月5日の試合で右膝の前十字靭帯損傷及び内側側副靭帯損傷を負って欠場。7月11日に復帰するも、8月26日、SEAdLINNNG後楽園ホール大会・彩羽匠戦でのライガーボムで頭部を強打。頭痛を訴えたため9月13日板橋大会から欠場。9月16日、精密検査の結果、病状が「軽度の脳内出血」と発表される。
10月7日夜、病状が低脳髄液圧症候群と発表され加療していることが明かされる。復帰できないまま2016年11月3日付けで現役引退することが発表された。後に移転前ラストとなるJWP道場で引退式を行う。

### 引退後
2019年10月、一般男性と入籍し、第一子を懐妊した。そして翌2020年5月に女児を出産した。

## 得意技
ロシアンフック
格闘スタイルにチェンジしてからのフィニッシャー。
バックハンドブロー
ロシアンフックがかわされた後に反動を利用して繰り出す事が多い。
各種DDT
通常型のDDT、ジャンピングDDT、スイングDDTなど多彩なバリエーションがある。
逆エビ型アンクルホールド
女子高生固め
変型スタンディングクラッチ。高校を卒業して格闘スタイルにチェンジしてからは使用されていない。
スイング式スモールパッケージホールド
相手の首をつかんだまま、トップロープへ駆け昇り、着地した瞬間にスモールパッケージホールドへ移行する。現在はほとんど使用されていない。

## 入場テーマ曲
- 「ポップ・ライフ」 - 「WORLD WONDER RING スターダム」に収録。

## 人物
- 旧リングネーム「須佐えり」の由来は、本名を、スターダムも協力したドラマ「ここが噂のエル・パラシオ」でヒロインを演じた佐藤江梨子の愛称「サトエリ」のように略したもの[17]。現リングネームは「水晶の光（瑛）が凛と輝く」と言う意味が込められている[18]。